# Orchid
Orchid — дебютний студійний альбом гурту Opeth. Виданий 15 травня 1995 року на Candlelight Records у Європі і в 1997 у США на Century Media Records. У 2000 році Candlelight Records перевидала альбом з піснею Into the Frost of Winter, яка була записана на у 1992.
Загальна тривалість композицій становить 65:31. Альбом відносять до напрямку мелодійний дез-метал/прогресивний метал.

## Список пісень
Всі тексти та музика написані учасниками Opeth
| #  | Назва                      | Автор слів        | Тривалість |
| -- | -------------------------- | ----------------- | ---------- |
| 1. | «In Mist She Was Standing» | Åkerfeldt         | 14:09      |
| 2. | «Under the Weeping Moon»   | Åkerfeldt         | 9:52       |
| 3. | «Silhouette»               | (інструментальна) | 3:07       |
| 4. | «Forest of October»        | Åkerfeldt         | 13:04      |
| 5. | «The Twilight Is My Robe»  | Åkerfeldt         | 11:03      |
| 6. | «Requiem»                  | (instrumental)    | 1:11       |
| 7. | «The Apostle in Triumph»   | Åkerfeldt         | 13:02      |

| 2000 reissue | 2000 reissue               | 2000 reissue            | 2000 reissue |
| #            | Назва                      | Автор                   | Тривалість   |
| ------------ | -------------------------- | ----------------------- | ------------ |
| 8.           | «Into the Frost of Winter» | Åkerfeldt, David Isberg | 6:20         |